# ロレット・ペトルッチ
ロレット・ペトルッチ（Loretto Petrucci、1929年8月18日 - 2016年6月17日）は、イタリア、ピストイア出身の元自転車競技（ロードレース）選手。

## 来歴
1950年
- コッパ・ベルノッキ　3位
- ジロ・デル・ピエモンテ　3位

1951年
- ジロ・ディ・トスカーナ　優勝
- GP・マッサウア 〜 フォッサティ　優勝
- ミラノ〜サンレモ　3位
- トロフェオ・バラッキ　3位

1952年
- ミラノ〜サンレモ　優勝
- ロンド・ファン・フラーンデレン　2位
- トロフェオ・バラッキ　2位

1953年
- チャレンジ・デスグランジュ＝コロンボ　総合優勝
- ミラノ〜サンレモ　優勝
- パリ〜ブリュッセル　優勝
- ジロ・デル・ピエモンテ　2位
- ミラノ〜トリノ　2位
- ジロ・ディ・カンパニア　2位
- フレッシュ・ワロンヌ　3位
- イタリア国内選手権　3位

1955年
- ジロ・デル・ラツィオ　優勝